# Riachinho (Tocantins)
Riachinho is een gemeente in de Braziliaanse deelstaat Tocantins. De gemeente telt 3.808 inwoners (schatting 2009).